# ساندرا موراي
ساندرا ل. موراي (بالإنجليزية: Sandra L. Murray)‏ أستاذة علم النفس في جامعة بافالو، جامعة ولاية نيويورك. وهي طبيبة نفسية اجتماعية. حصلت موراي على جائزة الجمعية الأمريكية لعلم النفس للمساهمات المهنية العلمية المبكرة المتميزة في علم النفس الاجتماعي في عام 2003 عن «المساهمات المتميزة والأصلية لفهم الإدراك الاجتماعي المحفز في العلاقات». حصلت موراي على جائزة فيجنر للابتكار النظري من جمعية الشخصية وعلم النفس الاجتماعي في عام 2007.